# 菲氏尖鼻魨
菲氏尖鼻魨為輻鰭魚綱魨形目四齒魨亞目四齒魨科的其中一種，為熱帶海水魚，分布於西大西洋區加勒比海南部至巴西海域，棲息深度1-35公尺，體長可達12公分，棲息在岩石底質且珊瑚生長茂盛的水域，成對出現，以藻類、海綿、甲殼類、軟體動物為食，生活習性不明，可作為觀賞魚。